# 海里耶达伦市镇
海里耶达伦市镇（瑞典語：Härjedalens kommun）是瑞典中部耶姆特兰省的一个市镇。其治所位于斯韦格。